# だきしめたい (林部智史の曲)
『だきしめたい』は、林部智史の3枚目のシングル。2017年6月28日にavex traxよりリリース。
2017年10月18日に「スペシャル盤」「デラックス盤」が発売。

## 概要
前作より4ヶ月ぶりとなるシングル。表題曲にタイアップは無いが、カップリング曲「この道」は「JAバンクあいち」CMソング、「空に唄えば」は東北文教大学CMソング。

### 仕様
「CD」「CD+DVD」「スペシャル盤」「デラックス盤」の4形態で発売。全形態で収録曲が異なる。

## チャート成績
2017年7月10日付オリコン週間ランキングでは初動約9千枚を売上、週間10位にランクイン。2022年11月現在2番目に売れたシングル。

## 収録曲
CD
1. だきしめたい
作詞：林部智史
作曲：谷真人
編曲：坂本昌之
2. 僕のそばに
作詞・作曲：徳永英明／編曲：安部潤
徳永英明のカバー
3. 言葉にできない
作詞・作曲：小田和正／編曲：安部潤
オフコースのカバー
4. だきしめたい (Instrumental)

CD+DVD
1. だきしめたい
2. この道
作詞・作曲：林部智史／編曲：安部潤
3. 空に唄えば
作詞・作曲：林部智史／編曲：安部潤
4. だきしめたい (Instrumental)

- DVD.だきしめたい (Music Video)

スペシャル盤
1. だきしめたい
2. 見上げてごらん夜の星を
作詞：永六輔／作曲：いずみたく／編曲：安部潤
伊藤素道とリリオ・リズム・エアーズ のカバー
3. だきしめたい (Piano Version)
4. だきしめたい (Instrumental)

- 林部智史イラスト特製ハンカチーフ封入

デラックス盤
1. だきしめたい
2. サイレント・イヴ
作詞・作曲：辛島美登里／編曲：安部潤
辛島美登里のカバー
3. 奇跡〜大きな愛のように〜
作詞・作曲：さだまさし／編曲：安部潤
さだまさしのカバー
4. だきしめたい (Instrumental)

DVD「林部智史 〜あいたい〜」Concert at Bunkamuraオーチャードホール
1. 糸
2. 憂いうた
3. 木蘭の涙
4. ヒーロー
5. 見上げてごらん夜の星を

配信
1. だきしめたい
2. この道
3. 空に唄えば
4. 僕のそばに
5. 言葉にできない
6. だきしめたい (Instrumental)

## テレビ演奏
- 2018年1月12日 - 日本テレビ系「バズリズム02」[5]